# Религија у Египту
Религија у Египту контролише многе аспекте друштвеног живота и одобрена је од стране закона. Становници Египта су претежно муслимани, са знатним бројем хришћанског становништва, иако процене знатно варирају у одсуству званичне статистике. Пошто је попис становништва из 2006. године искључивао религију, број присталица различитих религија обично је груба процена од стране верских и невладиних организација.
У Египту се налазе две велике религијске институције. Џамија Ал-Азхар, основана 970. године п. н. е. од стране Фатимидског калифата као први исламски универзитет у Египту и Коптска оријентално-православна црква у Александрији, основана средином 1. века (око 42. године) од стране апостола и јеванђелисте Марка.
У Египту, муслимани и хришћани живе као комшије, деле заједничку историју, национални идентитет, етничку припадност, расу, културу и језик.
За време мандата Хосни Мубарака, 2002. године, коптски Божић (7. јануар) признат је као службени празник, иако се хришћани жале на то да су минимално заступљени у спровођењу закона, државној безбедности и јавним функцијама, те да су дискриминисани у послу на основу своје религије.

## Демографија
На основу једног истраживања, 94,9% Египћана су сунитски муслимани, 5,1% су хришћани, а мање од 1% су јудаисти, будисти или нека друга религија. Удео хришћана у египатској популацији је према званичним статистикама опао, а највећи удео у прошлом веку пријављен је 1927. године, када је званични попис становништва забележио 8,3% хришћана у Египту. У сваком од седам наредних пописа, проценат се смањивао, а завршио је на 5,7% 1996. године. Међутим, већина хришћана је одбацила ове бројке тврдећи да их има више него што је пребројано. Хришћани тврде да чине до 15 или чак 20% египатског становништва. У државним новинама Ал Ахрам 2017. године писало је да је проценат хришћана између 10% и 15%.
Према подацима Централне обавештајне агенције (ЦИА) из 2015. године, сунитски муслимани чине 90% становништва Египта, а хришћани преосталих 10%. Велики број сунитских муслимана прате суфистичке законе. У Египту наводно живи око педесет хиљада ахмадијских муслимана. Процењује се да шиитски муслимани и исмаилисти имају од 800 хиљада до 2-3 милиона чланова у Египту.
Већина египатских хришћана припада Коптској православној цркви Александрије, оријенталној православној хришћанској цркви. Друге хришћанске деноминације укључују католике, мароните, грчке православце, јерменску апостолску цркву и агликанце. Најскорије изјаве, од стране папе Шенуда трећег и епископа Моркоса из Шубре 2008. године, сугеришу да број православних хришћана у Египту прелази 12 милиона. Друге процене црквених званичника повећале су тај број на 16 милиона. Коптска православна црква тврдила је да се ове цифре заснивају на редовним ажурирањима чланарина. Протестантске цркве тврде да имају чланство од око 300 хиљада Египћана, а за Коптску цркву процењује се да има отприлике исто толико чланова. Ове бројке стављају проценат хришћанског становништва између 10% и 20% од укупног египатског становништва.
Постоји мала, али историјски значајна неимигрантска бахаи популација, за коју се процењује да има 2 хиљаде чланова и далеко мању заједницу него Јевреји; непознати број Египћана изјашњава се као атеисти и агностици, као јавни израз непоштовања ирелигијског ризика од узнемиравања и правних санкција. Историјска древна египатска религија настала је у Египту након појаве хришћанства у 1. веку и највероватније је била потпуно одсутна до времена када се ислам појавио у 7. веку.

## Слобода религије и људска права
Слобода вероисповести званично је призната од стране египатског устава, али је ефикасно ограничена владином интервенцијом и секташким сукобом. Неки аспекти закона у земљи су засновани на исламским принципима. Религије које нису ислам обично се морају сматрати компатибилним са шеријатима и петицијом о легалном признавању. Иако држава обезбеђује средства за изградњу џамија и обуку имама, таква помоћ се не проширује за немуслиманске заједнице, чији се захтеви за грађевинске дозволе често одбијају или одлажу. Поједини припадници мањинских религија се такође често суочавају са дискриминацијом од стране владиних званичника, који им често одбијају личне карте, изводе из матичних књига и брачне сертификате. Власти често не санкционишу појединце који су укључени у нападе на припаднике мањинских религија, уместо тога се ослањају на несудске поступке како би избегли вређање муслиманске већине. Влада такође дискриминише мањинске исламске верске групе, а нарочито шиитске муслимане, који се суочавају са отвореном званичном дискриминацијом, укључујући и забрану приступа Универзитету Ал-Азхар.
Врховни управни суд Египта је 2006. године направио јасну правну разлику између "признатих религија" (тј. ислама, хришћанства и јудаизма) и осталих религиозних веровања. Ова одлука ефективно делегитимизује и забрањује обичаје свих осим три Аврамске религије и учинила је неопходним да неарапске верске заједнице чине кривично дело или да им египатске личне карте буду одбијене, све до 2008. године када је суд у Каиру пресудио да непризнате верске мањинске заједнице могу добити изводе из матичне књиге рођених и идентификационе документе, све док изостављају своју религију на судским документима.

### Рестрикције конверзије
Иако је слобода вероисповести загарантована уставом Египта, према Хјуман Рајтс Воч, Египћани могу да се конвертују у ислам без икаквих потешкоћа, али муслимани који желе да се конвертују у хришћанство наилазе на потешкоће у добијању нових докумената, а неки су ухапшени због наводног фалсификовања таквих докумената. Коптска заједница, међутим, труди се да спречи конверзије из хришћанства у ислам због лакоће којом хришћани често могу постати муслимани. Јавни званичници, конзервативни какви јесу, појачавају сложеност правних поступака потребних за признавање промене религије у складу са законом. Сигурносне агенције понекад тврде да таква претварања из ислама у хришћанство (а понекад и обратно) могу изазвати друштвене немире, а тиме се оправдавају неправедним притварањем субјеката, инсистирајући на томе да једноставно предузимају кораке како би спречили могуће друштвене проблеме. Управни суд у Каиру је 2007. године одбио 45 грађана да добију личне документе који потврђују враћање у хришћанство након конверзије у ислам. Међутим, у фебруару 2008. године, Врховни управни суд поништио је одлуку, дозвољавајући 12 грађана који су хтели да се врате у хришћанство да поново наведу своју религију у личну карту, али морају навести да су накратко прихватили ислам.

### Односи са коптском мањином
Коптски хришћани, као највећа етно-религијска мањина у Египту, највише су под негативним утицајем евентуалног дискриминаторног законодавства. Копти у Египту суочили су се са растућом маргинализацијом након државног удара 1952. године, који је водио Гамал Абдел Насер. Донедавно су хришћани морали да добију одобрење председника чак и за мање поправке у црквама. Иако је закон олакшан 2005. године преношењем ауторитета на гувернере, Копти се и даље суочавају са многим препрекама у изградњи нових цркава. Ове препреке нису толико велике приликом изградњи џамија.
Муслимани и хришћани деле заједничку историју и национални идентитет; међутим, понекад су се појављивале религиозне тензије, као и поједини чинови предрасуда и насиља. Најзначајнији је био Кошех напад 2000.2001 године, у коме су муслимани и хришћани били укључени у крваве, међурелигијске сукобе. "Двадесет хришћана и један муслиман су убијени након избијања нереда у насељу Ел Кошех, 440 km јужно од Каира." У селу Кафр Салама, 2005. године је узнемиреност између муслимана и хришћана довела до смрти муслимана. Муслимански сељаци су касније напали Абу Сифин цркву и неколико хришћанских домова и опљачкали неколико трговина пре него што су државни органи завели ред. Једна особа, коју је полиција описала као пијану и луду, 2006. године напала три цркве у Александрији, остављајући једну мртву и 5 до 16 особа повређених, иако нападач никад није био повезан ни са једном организацијом. На православни Божић, 7. јануара 2010. године, муслимански револвераш пуцао је на хришћанске вернике, што је довело до убиства седам коптских хришћана. Најмање 21 особа је убијена, а 83 су рањене 1. јануара 2011. године када је аутомобилска бомба експлодирала испред Коптске хришћанске цркве у Александрији. У Каиру је 11 људи страдало 7. маја 2011. године када је спаљена црква. Затим су, 14. октобра 2012. године, у одсуству званичника безбедности, два муслимана су убијена након што су покушали да киднапују жену из хришћанске породице.
Јануара 2013. године, када је било муслиманско братство на власти, хришћанска непрофитна организација Отворена врата је на свом годишњем списку означила Египат као 25. најтеже место за живот хришћана.

## Религије у Египту

### Признате Аврамске религије

#### Ислам
Ислам је државна религија у Египту од измене другог члана египатског устава 1980. године, пре него што је Египат признат као секуларна земља. Огромна већина египатских муслимана су сунити, са мањим заједницама мутезила, исмаилиста и шиита, које чине остатак. Значајан број сунитских Египћана такође прати природне наредбе суфизма. Египат је домаћин најважнијој сунитској институцији на свету, универзитету Ал-Азхар. ТО је најстарија исламска институција виших студија (основана око 970. године п. н. е.), а многи је сматрају најстаријим универзитетом на свету.
Различите друштвене групе и класе у Египту различито примењују ислам у својим свакодневним животима. Писмени теолози Ал-Азхара одбацују популарну верзију ислама коју практикују религијски проповедници и сељаци у селима, што је у великој мери утицало на суфизам. Суфизам је процветао у Египту откако је ислам први пут усвојен. Већина муслимана из више и средње класе верује да је религиозно изражавање или приватно за сваког појединачно или да ислам треба да игра доминантнију улогу у јавном животу. Исламски религијски покрети оживљавања, који не маре за класе, дуго времена су присутни у већини градова и у многим селима.
Према уставу Египта, свако ново законодавство мора се макар имплицитно сложити са исламским правом. Главнину Ханифијског мезхеба сунитског ислама у великој мери контролише држава преко Визарет Ал-Авкафа (Министарство верских послова). Ал-Авкаф контролише све џамије и надгледа муслиманске свештенике. Имами се обучавају у Имам стручним школама у Ал-Азхару. Министарство подржава сунитски ислам и има комисије овлашћене да дају Фатва пресуде о исламским питањима.

#### Хришћанство
Коптско хришћанство становништво у Египту је највећа хришћанска заједница на Блиском истоку и у северној Африци, а броји између 10% и 15% становника Египта, према различитим статистикама. Око 95% египатских хришћана припада Коптској православној цркви у Александрији. Традиционално се верује да је Оријенталну православну цркву основао Марко Јеванђелиста у 1. веку. На челу цркве налази се папа Коптске православне цркве у Александрији и сведочи о снажном египатском хришћанском наслеђу. Ова црква има око 20 милиона присталица широм света.
Други египатски хришћани припадници су Коптске католичке цркве, Коптске евангелистичке цркве и разних коптских протестантских деноминација. Стране хришћанске заједнице углавном се налазе у урбаним подручјима Александрије и Каира, а чланови су Александријске патријаршије, Мелкитске грчкокатоличке цркве, Јерменске апостолске цркве, Латинске католичке цркве, Епископске цркве у Јерусалиму и на Блиском истоку, Маронитске цркве, Јерменске источнокатоличке цркве, Калдејске католичке цркве, Сиријске католичке цркве или Сиријске оријентално-православне цркве.
Значајне мањине у египатској хришћанској заједници укључују следеће деноминације:
- Апостолска католичка и православна црква:
  - Коптска источнокатоличка црква има око 210 хиљада чланова у Египту и грубо 50 хиљада присталица у иностранству.[41]
  - Грчка православна црква у Александрији има око 50 хиљада присталица у Египту и око 1,5 милиона присталица у Африци.[41]
  - Мелкитска грчкокатоличка црква има око 7 хиљада чланова у Египту.[41]
  - Јерменска апостолска црква има око 7 хиљада присталица у Египту.[41]
  - Латинска католичка црква има око 7 хиљада присталица у Египту.[41]
  - Епископска црква у Јерусалиму и на Блиском истоку има од 10 до 15 хиљада чланова у Египту.
  - Маронитска источнокатоличка црква има око 5 хиљада присталица у Египту.[41]
  - Јерменска источнокатоличка црква има око 1,2 хиљаде присталица у Египту.[41]
  - Халдејска источнокатоличка црква има око 500 чланова у Египту.[41]
  - Сиријска источнокатоличка црква има око 2 хиљаде присталица у Египту.[41]
  - Сиријска оријентално-православна црква има веома мало присталица у Египту, између 450 и 500. Углавном су то студенти на Катетском факултету у Александрији или страни студенти на египатским универзитетима.
- У Египту постоје и протестантске цркве. Укупан број протестаната у Египту је око 200 хиљада:[41]
  - Евангелистичка црква Египта има око 140 хиљада чланова у Египту.
  - Црква Скупови бога која има око 40 хиљада присталица у Египту.
  - Слободна методистичка црква која има 120 цркава и око 10 хиљада присталица у Египту.
  - Хришћанска братска црква има око 5 хиљада припадника у Египту.
  - Пентекостна црква Божја има око 3,5 хиљада присталица у Египту.
  - Пентекостна црква светости која има 1,4 хиљада присталица у Египту.
  - Црква божјег пророчанства која има 1,1 хиљаду присталица у Египту.
  - Адвентистичка црква седмог дана која има 852 присталице у Египту.

#### Јудаизам
Пре 1956. године и према попису из 1948. године било је 65.639 египатских Јевреја, укључујући и Караите. Јевреји су учествовали у свим аспектима египатског друштвеног, политичког и економског живота; један од најжешћих египатских националиста, Јакуб Сану, био је Јевреј, као и музичар Давуд Хејхачиродуцент Того Мизрахи. Неко време Јевреји из целог Отоманског царства били су привучени Египтом, због релативне хармоније која је карактерисала локални религиозни пејзаж у 19. и почетком 20. века. Након Суецке кризе 1956. године, велики број Јевреја било је протерано од стране Гамала Абдела Насера. Њихово египатско држављанство је укинуто, а имовина конфискована. Следио је сталан тог емиграције египатских Јевреја, који је достигао врхунац после шестодневног рата са Израелом 1967. године. Од средине 2016. године, у Египту је остало укупно 6 Јевреја, укључујући и њиховог духовног вођу Магду Таниу Хароун, све жене преко 65 година.

### Непризнате и прогоњене религије

#### Ахмадија ислам
Покрет Ахмадија у Египту, који броји до 50 хиљада присталица у земљи, основан је 1922. године али је наишао на повећано непријатељство и репресије владе од 21. века. Универзитет Ал-Азхар је избацивао присталице Ахмадија, а такође су и хапшени од стране полиције заједно са другим муслиманским групама за које се сматра да су девијантне по египатским законима о клевети. Девет присталица Ахмадија је 15. марта 2010. године ухапшено због њихове оданости покрету.

#### Бахаи вера
Полиција такође редовно приводи оне без одговарајуће документације, а због тога неке присталице Бахаи вере често остају код куће како би избегли могуће хапшење. Судски случај је 2008. године дозволио Бахајцима да добију изводе из матичне књиге рођених и идентификационе документе, све док изостављају своју веру у судским документима. Неформалне процене о бахајској популацији у Египту указују на то да око 2 хиљаде Бахајаца тренутно живи у Египту, иако неке сматрају да је та бројка неколико пута већа.
Пошто њихова вера није званично призната од стране државе, није им дозвољено да је користе у својим националним личним картама. Без важећих личних карата, Бахајци се сусрећу са потешкоћама приликом уписа своје деце у школу, отварања банковних рачуна и оснивању предузећа. Након само једног саскушања, Врховни суд Египтпа је 16. децембра 2006. године пресудио против Бахајца, наводећи да влада неће признати њихову религију у службеним личним картама. Ова одлука је оставила Бахајце немоћне да добију личне карте, изводе из матичних књига или смртне потврде. Ипак, 29. јануара 2008. године, Суд за управно правосуђе у Каиру, одлучујући о два сродна судска предмета, пресудио је у корист Бахајаца, омогућавајући им да добију изводе из матичне књиге рођени и документе за идентификацију, све док не исказују своју веру у судским документима. Одлука је прихватила компромисно решење које су понудили Бахајци, омогућавајући им да добију личне исправе без званичног признавања Бахаи вере.
Током и од протеста у Египту 2011. године тензије су остале високе - куће Бахајаца су паљене иако су Бахајци доприносили дијалогу. Од 2011. године Бахајци су у нади, али и даље забринути, а потпарол Салафија о њима је рекао: "Ми ћемо кривично гонити Бахајце на основу оптужби о издаји."

#### Атеизам и агностицизам
Постоје Египћани који се изјашњавају као атеисти и агностици. Међутим, тешко је квантификовати њихов број, јер стигма која је везана за то отежава нерелигиозним Египћанима да јавно изнесу своје ставове. Поред тога, јавне изјаве које се могу сматрати критичним према исламу или хришћанству, могу се судити под злогласним законом о богохуљењу. Отворени атеисти, као што је Албер Сабер, осуђени су по овом закону. Ова врста криминала у Египту има статус сличан Антрагсделикту, правном поступку који се јавља само ако грађанин предузме корак за тужбу особе која се бави кривичним делом, а предмете не покреће генерални тужилац. Године 2000. отвореном атеистичком египатском писцу, који је позвао на оснивање локалног удружења за атеисте, било је суђено на основу оптужби за вређање ислама у своје четири књиге.
Број атеиста је, како се извештава, у порасту међу младима у земљи, од којих се многи организују и комуницирају једни са другима преко интернета. Египатске новине су 2013. године објавиле податак да су од 84 милиона Египћана 3 милиона атеисти. Иако је влада признала овај тренд, односила се према томе као према проблему с којим се треба суочити, упоређујући га са верским екстремизмом. Минстарство омладине и Министарство верских послова су 2014. године најавили заједничку стратегију за борбу против ширења "штетних идеја" међу младима нације, односно атеизам и верски екстремизам. Децембра 2014. године, Дар ел Ифта, владин исламски центар за образовање и правну праксу, тврдио је да се 886 становника Египта изјашњавају као атеисти, што износи 0,001% становништва, које је Гардијан назвао "сумњиво прецизним". Упркос непријатељским осећањима према њима, атеисти у Египту постају све гласнији на интернет платформама као што су Јутјуб и Фејсбук, од египатске револуције 2011. године, уз неколико видеа у којима се расправља о атеистичким идејама који имају милионе прегледа.
У једној анкети из 2011. године, 1.798 муслимана у Египту, односно 63% испитаника, подржало је "смртну казну за људе који напусте муслиманску религију". Ипак, у земљи таква казна не постоји. Јануара 2018. године, шеф парламентарне религијске комисије, Амр Хамроуш, предложио је закон којим ће атеизам бити нелегалан, наводећи да атеизам "мора бити инкриминисан и категорисан као непоштовање религије јер атеисти немају доктрину и покушавају увредити Аврамске религије".
Атеисти или ирелигиозни људи не могу променити свој званични религиозни статус, због тога се статистички броје као присталице религије у којој су рођени.